# Мексика на зимових Олімпійських іграх 2002
Мексика на зимових Олімпійських іграх 2002 року, які проходили в американському місті Солт-Лейк-Сіті, була представлена трьома спортсменами у двох видах спорту — бобслей і скелетон. Прапороносцем на церемонії відкриття Олімпіади став бобслеїст Роберто Тамес.
Мексика вшосте взяла участь у зимовій Олімпіаді. Мексиканські спортсмени не здобули жодної медалі.

## Бобслей
| Спортсмени                       | Дисципліна | Спуск 1 | Спуск 1 | Спуск 2 | Спуск 2 | Спуск 3 | Спуск 3 | Спуск 4 | Спуск 4 | Разом   | Разом |
| Спортсмени                       | Дисципліна | Час     | Місце   | Час     | Місце   | Час     | Місце   | Час     | Місце   | Час     | Місце |
| -------------------------------- | ---------- | ------- | ------- | ------- | ------- | ------- | ------- | ------- | ------- | ------- | ----- |
| Роберто Лаудердале Роберто Тамес | двійки     | 49.57   | 34      | 49.65   | 35      | 50.07   | 36      | 49.82   | 36      | 3:19.11 | 35    |

## Скелетон
| Спортсмени    | Дисципліна | Спуск 1 | Спуск 1 | Спуск 2 | Спуск 2 | Разом   | Разом |
| Спортсмени    | Дисципліна | Час     | Місце   | Час     | Місце   | Час     | Місце |
| ------------- | ---------- | ------- | ------- | ------- | ------- | ------- | ----- |
| Луїс Карраско | чоловіки   | 54.32   | 25      | 54.66   | 25      | 1:48.98 | 25    |